# Raión de Aghsu
Aghsu (en azerí: Ağsu) es uno de los cincuenta y nueve rayones en los que subdivide políticamente la República de Azerbaiyán. La capital es la ciudad homónima.

## Geografía
El rayón tiene una superficie de 1.020 kilómetros cuadrados. El paisaje en el norte del país pertenece a la orilla sur del Gran Cáucaso, se localizann las montañas Niaylgad, Gingar y Lenkebiz y Agsu Pase. En el sur se une a la estepa de Shirvan. Grandes ríos de la comarca son los Ağsu y Ayramchay.

## Economía
La región está dominada por la agricultura. La producción de algodón, cereales y el vino son sus productos principales, al igual que el ganado. Existe una industria de procesamiento de alimentos, como las industrias lácteas y las bodegas, así como las granjas de serpientes. Además, forma parte de la Ruta de Seda.

## Lugares de interés
En la región se encuentra la antigua y famosa torre ZIG-galasi. También se encuentra cerca de la aldea Bazavand las ruinas de la ciudad de Nueva Shemakha que data del decimoctavo siglo. Al suroeste de la capital, se encuentra la tumba de Ag Gumbaz.

## Territorio y Población
Posee una superficie de 1.020 kilómetros cuadrados con una población de 69.400 personas y una densidad poblacional de sesenta y cuatro habitantes por kilómetro cuadrado.